# Sundern
Sundern (Sauerland) är en stad i Hochsauerlandkreis i det tyska förbundslandet Nordrhein-Westfalen. Sundern, som bland annat är känt för Schloss Amecke, har cirka 28 000 invånare.

## Stadsdelar
| - Allendorf - Altenhellefeld - Amecke - Endorf med byarna Endorferhütte, Recklinghausen, Brenschede, Kloster Brunnen, Röhrenspring, Bönkhausen och Gehren - Enkhausen med byarna Estinghausen och Tiefenhagen - Hachen - Hagen/Wildewiese | - Hellefeld/Herblinghausen - Hövel - Langscheid - Linnepe/Linneperhütte - Meinkenbracht - Stemel - Stockum med byarna Dörnholthausen och Seidfeld - Sundern - Westenfeld |